# Filip Fjeld Andersen
Filip Fjeld Andersen (ur. 4 lipca 1999 w Nesodden) – norweski biathlonista, dwukrotny medalista mistrzostw świata juniorów.

## Kariera
Pierwszy raz na arenie międzynarodowej pojawił się 21 listopada 2015 roku w Sjusjøen, gdzie w zawodach juniorskich zajął 15. miejsce w sprincie. W 2018 roku wystartował na mistrzostwach świata juniorów w Otepää, gdzie zdobył między innymi srebrny medal w biegu indywidualnym i brązowy w sztafecie.
W zawodach Pucharu Świata zadebiutował 19 marca 2021 roku w Östersund, gdzie zajął 58. miejsce w sprincie. Pierwsze pucharowe punkty wywalczył dzień później w tej samej miejscowości, zajmując 35. miejsce w biegu pościgowym. Pierwszy raz na podium zawodów pucharowych stanął 17 grudnia 2021 roku w Le Grand-Bornand, kończąc rywalizację w sprincie na trzeciej pozycji. Wyprzedzili go jedynie rodak - Johannes Thingnes Bø oraz Rosjanin Eduard Łatypow.

## Osiągnięcia

### Mistrzostwa świata juniorów
| Rok  | Miejscowość | Konkurencje | Konkurencje | Konkurencje | Konkurencje | Konkurencje | Konkurencje | Konkurencje |
| Rok  | Miejscowość | IN          | SP          | PU          | MS          | RL          | MR          | SR          |
| ---- | ----------- | ----------- | ----------- | ----------- | ----------- | ----------- | ----------- | ----------- |
| 2018 | Otepää      | 5.          | 2.          | 4.          | nd.         | 3.          | nd.         | nd.         |

### Mistrzostwa Europy
| Rok  | Miejscowość    | Konkurencje | Konkurencje | Konkurencje | Konkurencje | Konkurencje | Konkurencje | Konkurencje |
| Rok  | Miejscowość    | IN          | SP          | PU          | MS          | RL          | MR          | SR          |
| ---- | -------------- | ----------- | ----------- | ----------- | ----------- | ----------- | ----------- | ----------- |
| 2021 | Duszniki-Zdrój | 13.         | 14.         | 5.          | nd.         | nd.         | –           | –           |

### Puchar Świata

#### Miejsca w klasyfikacji generalnej
| Sezon     | Miejsce |
| --------- | ------- |
| 2020/2021 | 91.     |
| 2021/2022 | 21.     |
| 2022/2023 | 25.     |

#### Miejsca na podium chronologicznie
| Lp. | Dzień      | Rok  | Miejscowość      | Konkurencja     | Lokata | Pudła | Czas biegu | Strata | Zwycięzca              |
| --- | ---------- | ---- | ---------------- | --------------- | ------ | ----- | ---------- | ------ | ---------------------- |
| 1.  | 17 grudnia | 2021 | Le Grand-Bornand | Sprint na 10 km | 3.     | 0+0   | 23:30,3    | +18,2  | Johannes Thingnes Bø   |
| 2.  | 5 marca    | 2022 | Kontiolahti      | Sprint na 10 km | 2.     | 0+0   | 23:21,0    | +18,3  | Quentin Fillon Maillet |